# B-boy

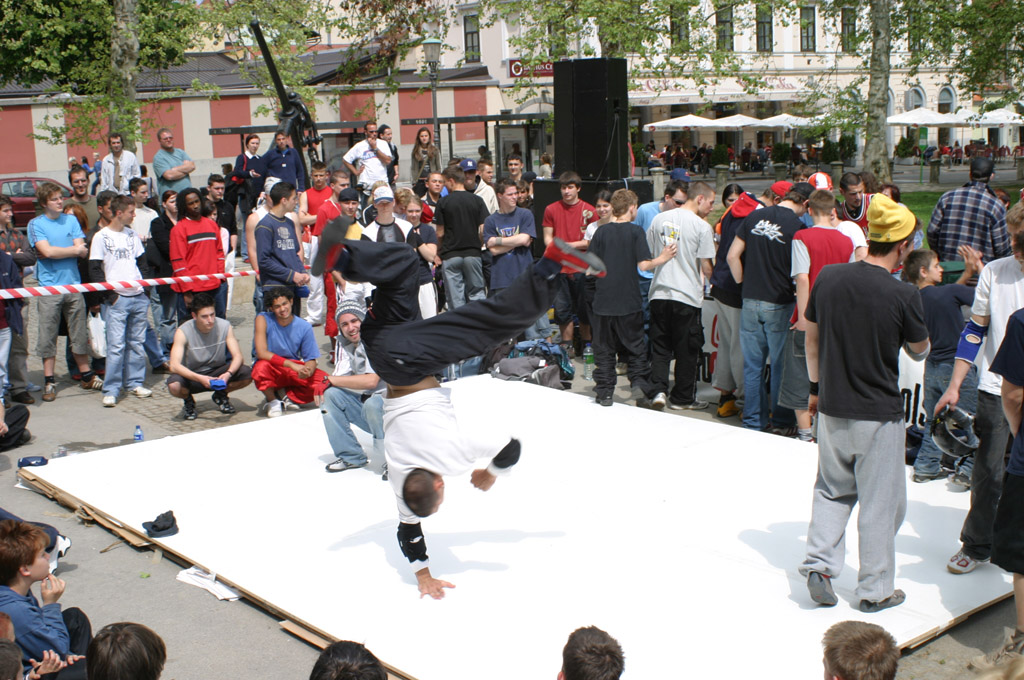
Breakdance w Lublanie.

B-boy/b-girl (oznacza: breakboy/girl, beatboy/girl, bronxboy/girl, babyboy/girl) – osoba tańcząca breakdance (b-boying). 
Określenie b-boy powstało w latach 80. XX wieku w Bronksie, gdzie nazywano tak osoby tańczące m.in. na imprezach DJ-a Kool Herca, uważanego za ojca chrzestnego kultury hiphopowej, w nietypowy sposób wykonując toprock, a w dalszych etapach rozwoju breakdance’u również footwork i resztę elementów.